# Dragoljub Srnić
Dragoljub Srnić (cyr. Драгољуб Срнић, ur. 12 stycznia 1992 w Šabacu) – serbski piłkarz występujący na pozycji pomocnika w FK Radnički 1923 Kragujevac.

## Kariera klubowa
Wychowanek klubu FK Mačva. Następnie trenował w szkółce piłkarskiej FK Crvenej zvezdy. W 2010 roku włączono go do kadry pierwszego zespołu, gdzie jednak nie zaliczył żadnego ligowego występu. W styczniu 2011 roku wypożyczono na rok do FK Sopot (Srpska Liga Beograd), gdzie rozpoczął regularne występy, a następnie w sezonie 2012/13 do FK Čukarički, z którym awansował do Super Ligi. W czerwcu 2013 roku zdecydował się on definitywnie rozwiązać kontrakt z Crveną zvezdą, jednocześnie rezygnując z ubiegania się o należne mu zaległe pieniądze i pozostać w FK Čukarički. 10 sierpnia 2013 zadebiutował w serbskiej ekstraklasie w wygranym 1:0 meczu przeciwko FK Rad. Przez 5 kolejnych sezonów był podstawowym zawodnikiem FK Čukarički, stając się jednym z najbardziej zasłużonych i rozpoznawalnych piłkarzy w historii klubu. Z zespołem tym wywalczył w 2015 roku Puchar Serbii po  zwycięstwie w finale 1:0 nad FK Partizan. Trzykrotnie w latach 2014–2017 wystąpił w kwalifikacjach Ligi Europy UEFA.
W lipcu 2017 roku jako wolny agent podpisał 2-letnią umowę ze Śląskiem Wrocław. 16 lipca zadebiutował w Ekstraklasie w przegranym 0:2 wyjazdowym spotkaniu z Arką Gdynia. Na początku 2019 przeniósł się do serbskiego klubu FK Voždovac. W maju tego samego roku podpisał 3-letni kontrakt z ŁKS Łódź.

## Życie prywatne
Jego brat bliźniak Slavoljub również jest piłkarzem grającym na pozycji pomocnika. Obaj zawodnicy występowali wspólnie od momentu rozpoczęcia przez nich treningów w FK Mačva do odejścia Slavoljuba z FK Čukarički w 2015 roku.

## Sukcesy
FK Čukarički
- Puchar Serbii (1): 2014/15